# Ravne (Kladanj)
Pour les articles homonymes, voir Ravne.
Ravne (en cyrillique : Равне) est un village de Bosnie-Herzégovine. Il est situé dans la municipalité de Kladanj, dans le canton de Tuzla et dans la fédération de Bosnie-et-Herzégovine. Selon les premiers résultats du recensement bosnien de 2013, il compte 417 habitants.

## Géographie
Ravne comporte plusieurs petits hameaux : Gornje Selo, Donje Selo, Zagreb, Brdo, Polje et Breza.

## Hydrographie
Le réseau hydrographique de cette zone est caractérisé par un nombre relativement important de ruisseaux, avec des débits faibles et irréguliers, qui s'écoulent vers la rivière Drinjaca.

## Géologie
Ravne est situé à environ 560 m d'altitude, sur un plateau de calcaire argileux du Crétacé et comporte des altitudes marquées, telles que Bratilo (1 196 m), en calcaire du Trias, et Vranjača (1 040 m), formée de calcaire argileux et de marnes.

## Climat
Le climat de Ravne est caractérisé par des étés tempérés et des hivers froids, avec beaucoup de chutes de neige. Pendant l'été, il y a peu de précipitations et les vents sont relativement forts.

## Démographie

### Évolution historique de la population
| 1948 | 1953 | 1961 | 1971 | 1981 | 1991 | 2013 |
| ---- | ---- | ---- | ---- | ---- | ---- | ---- |
| -    | -    | 237  | 300  | 368  | 394  | 417  |

|  |

## Vie sociale et associative
Ravne comporte un terrain de sport, une salle pour les activités culturelles et sociales et une mosquée.
Ravne comporte plusieurs associations, notamment l'Associatrion des retraités de Ravne et l'Alliance pour la jeunesse OS Ravne. La majorité de la population est musulmane.

## Économie
En période estivale, en raison de la sécheresse, Ravne connaît un problème d'approvisionnement en eau potable. La principale activité économique est l'agriculture, en partie de subsistance. Nombre d'habitants travaillent dans les villes proches, Kladanj, Stariču et Gojakovići. L'apport économique des expatriés n'est pas négligeable, notamment celui des travailleurs saisonniers du secteur de la construction en Slovénie. Un grand nombre de ménages bénéficie prestations sociales (retraites, allocations d'anciens combattants...). La Force de stabilisation (SFOR) procure également des revenus en employant des habitants et en louant des terres.

## Transports
Ravne est situé sur l'autoroute M-19 Kladanj-Vlasenica-Zvornik, au kilomètre 6. Le village est desservi par des bus à destination de Kladanj (sept liaisons quotidiennes), Tuzla (deux liaisons quotidiennes), Sarajevo (deux liaisons quotidiennes) et Vlasenica-Zvornik (deux liaisons quotidiennes).